# Maybe I'll Catch Fire
Maybe I'll Catch Fire è il secondo album in studio della band pop punk/emo Alkaline Trio, pubblicato il 29 febbraio 2000 dalla Asian Man Records.
L'album contiene la famosa canzone Radio, molto apprezzata dai fan della band e immancabile nei concerti.

## Tracce
1. Keep 'Em Coming – 4:10
2. Madam Me – 2:59
3. You've Got So Far to Go – 3:14
4. Fuck You Aurora – 4:49
5. Sleepyhead – 3:56
6. Maybe I'll Catch Fire – 3:07
7. Tuck Me In – 2:39
8. She Took Him to the Lake – 2:40
9. 5-3-10-4 – 2:56
10. Radio – 4:41

## Formazione
- Matt Skiba – voce e chitarra
- Dan Andriano – voce e basso
- Glenn Porter – batteria